# 颱風威馬遜
| 太平洋颱風季             |
| 主題頁 - 專題 - 編輯指南 |

颱風威馬遜（英語：Typhoon Rammasun，國際編號：1409，聯合颱風警報中心：WP092014，菲律賓大氣地球物理和天文管理局：Glenda，菲律賓華語譯名：格倫達）為2014年太平洋颱風季第9個被命名的風暴。「威馬遜」一名是由泰國提供，是指當地神話的雷神。
威馬遜兩度出現臨岸急劇增強的情況，分別在橫過菲律賓中部及中國海南島前出現。根據中國國家氣象中心的資料及按照登陸時強度計算，威馬遜以顛峰強度登陸海南，是中國自1949年有紀錄以來，登陸時最強的風暴，位於中國海南省文昌市的七洲列島實測最低海平面氣壓為899.2百帕斯卡，威馬遜成為中國自1949年有紀錄以來登陸時氣壓最低的熱帶氣旋；而按照香港天文台的數據，威馬遜則是1950年有紀錄以來南海區域內最強的熱帶氣旋，成為吹襲華南（包括港澳地區）的最強風暴。此外，按聯合颱風警報中心數據，威馬遜亦是首個於南海上空增強至相當於薩菲爾-辛普森颶風等級之最高級別「五級颶風」的熱帶氣旋。
由於雷馬遜在菲律賓和中國造成嚴重傷亡和重大損失，所以在第47次世界氣象組織颱風委員會會議中被永久除名，在次年第48次世界氣象組織颱風委員會會議中通过由「博羅依」取代，而菲律賓大氣地球物理和天文管理局亦將格倫達除名。

## 發展過程

### 西北移動，掠過關島
2014年7月9日，一個低壓區在楚克東部的西北太平洋海面上生成，美國海軍研究實驗室給予擾動編號92W。下午1時，聯合颱風警報中心對其在24小時內形成為熱帶氣旋的機會給予「LOW」的評級。
7月10日上午9時，日本氣象廳將其升格為熱帶低氣壓。上午10時，聯合颱風警報中心對其評級提升為「MEDIUM」。下午3時，聯合颱風警報中心對其發佈熱帶氣旋形成警報，並將其評級提升為「HIGH」。晚上10時，聯合颱風警報中心將其升格為熱帶低氣壓，並給予編號09W。
7月11日凌晨3時，日本氣象廳對其發佈烈風警報。
7月12日中午12時，該熱帶低氣壓於關島北部伊戈沿海登陸。下午2時，中國國家氣象中心率先將其升格為熱帶風暴。同時，台灣中央氣象署將其升格為輕度颱風。下午3時，日本氣象廳將其升格為熱帶風暴，給予國際編號1409，並命名為「威馬遜」。晚上8時，聯合颱風警報中心將其升格為熱帶風暴。

### 長驅直進，明顯增強
7月13日凌晨3時45分，威馬遜進入香港天文台職責範圍，天文台把威馬遜強度評級為熱帶風暴。晚上7時，威馬遜進入菲律賓大氣地球物理和天文管理局職責範圍，並給予當地名稱「格倫達」。受副熱帶高壓脊影響，威馬遜以時速22至25公里的速度西移，向菲律賓長驅直進。
7月14日，受惠於大量的海水潛熱以及垂直風切變減弱，威馬遜開始迅速而顯著地增強。日本氣象廳率先在早上8時45分將其升格為強烈熱帶風暴，香港天文台則緊隨其後，在上午9時45分把威馬遜升格為強烈熱帶風暴。上午11时，中國國家氣象中心將其升格為強熱帶風暴。下午3時，聯合颱風警報中心率先將其升格為颱風。下午5時，中國中央氣象台將其升格為颱風。晚上8時，台灣中央氣象署將其升格為中度颱風。晚上9時，日本氣象廳將其升格為颱風，香港天文台亦於晚上9時45分跟隨。

### 首次臨岸爆發，橫掃菲律賓

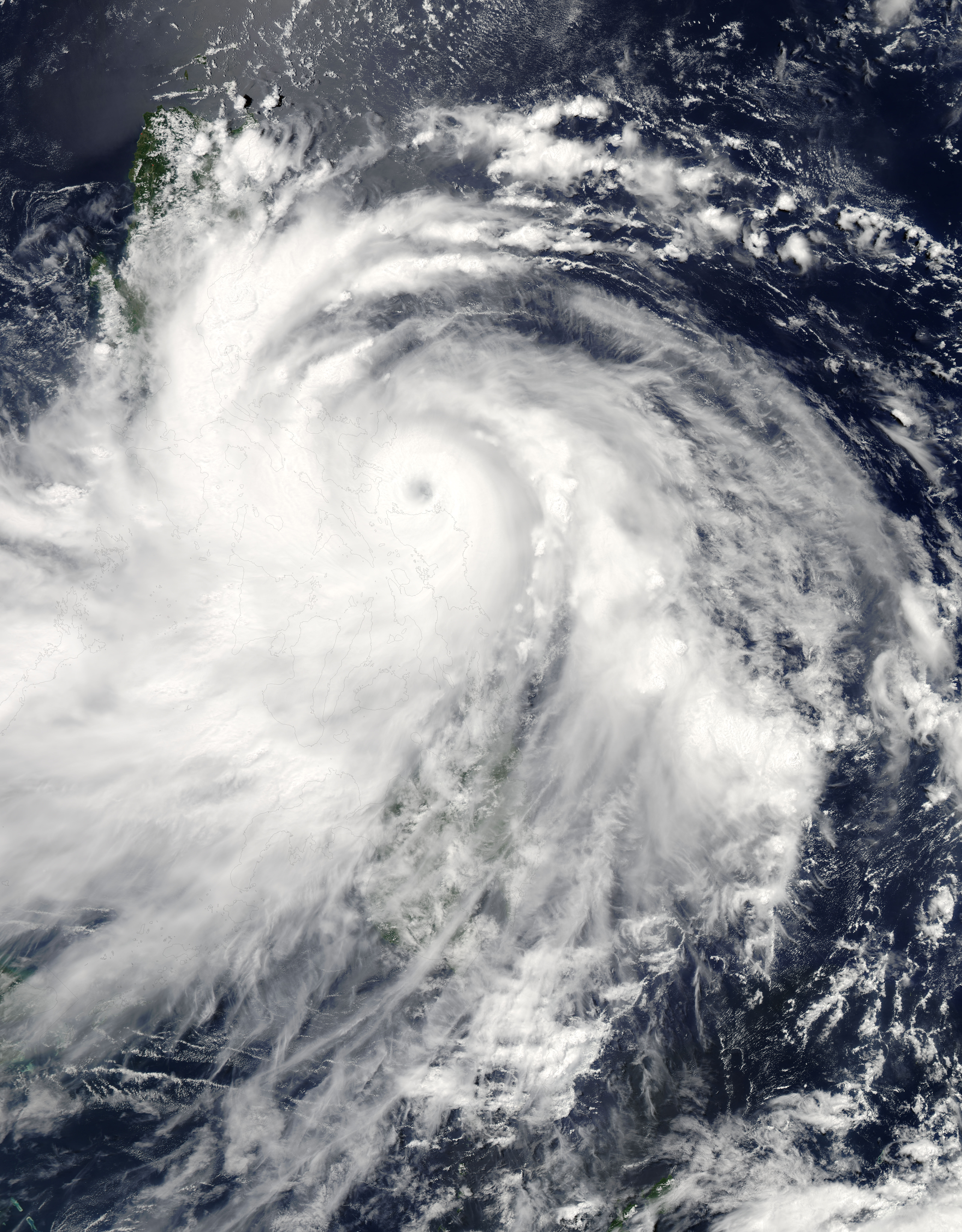
颱風威馬遜在7月15日逼近菲律賓

7月15日下午2時，中國國家氣象中心將其升格為強颱風。下午3時半，香港天文台將其升格為強颱風。下午5時，威馬遜於菲律賓阿爾拜省拉普拉普登陸。下午6時半，威馬遜於菲律賓阿爾拜省巴卡凱再次登陸。
7月16日，威馬遜採取西北偏西移動路徑，橫過菲律賓中部，並進入南海。午夜12時，威馬遜再次於菲律賓奎松省聖納西索登陸。受地形摩擦影響，威馬遜轉趨減弱，中國國家氣象中心和香港天文台分別在早上8時及上午9時半將其降格為颱風。因威馬遜的移動路徑與菲律賓的高山接近，亦因而未能擺脫菲律賓的山脈對其結構的破壞，導致部分對流無法越過，引致威馬遜的北面眼牆崩潰，出海時深層對流幾乎消散殆盡，但其低層環流中心仍被強烈的對流帶保護。

### 入南海後重整旗鼓
7月17日，威馬遜受惠於南海良好的大氣環境及高水溫，重新整合並增強，此時威馬遜已成功將南面對流捲至北面，重新建立穩固、紮實的眼壁，風眼於晚上8時後再次出現在衞星雲圖上。因應威馬遜強度回升，中國國家氣象中心及香港天文台先後於下午5時及下午6時45分再次將其升格為強颱風。

### 再度臨岸爆發，直撲海南
7月18日凌晨5時，中國國家氣象中心將其升格為超強颱風。香港天文台緊隨其後，在凌晨5時45分亦將其升格為超強颱風，威馬遜成為香港天文台採用新熱帶氣旋分級制度後，首個於南海上空增強為超強颱風的熱帶氣旋。上午9時45分，聯合颱風警報中心將威馬遜升格為超級颱風。下午2時，台灣中央氣象署將其升格為強烈颱風。威馬遜在下午接近掠過海南島東北端前才達到巔峰，中國國家氣象中心評定其接近中心最高持續風速為每小時215公里（按2分鐘平均風速計算），後在報告中更大幅上調至每小時260公里；香港天文台則評定其接近中心最高持續風速為每小時210公里（按10分鐘平均風速計算），後在報告中更大幅上調至每小時240公里；澳門氣象局則評定其接近中心最高持續風速為每小時198公里（按10分鐘平均風速計算）；台灣中央氣象署則評定其接近中心最高持續風速為每小時185公里（按10分鐘平均風速計算）；聯合颱風警報中心評定其接近中心最高持續風速為每小時250公里（按1分鐘平均風速計算）。此時威馬遜被海南島的地形牽引，改向偏西移動。

### 蹂躪海南及雷州半島
7月18日下午3時半，威馬遜以巔峰強度於中國海南省文昌市翁田鎮沿海登陸，根據中國國家氣象中心的資料，威馬遜成為自1973年颱風瑪琪後，41年以來登陸華南時最強的熱帶氣旋；而中國國家氣象中心在事後報告中把威馬遜的強度大幅上調，更令威馬遜打破了1973年颱風瑪琪及1979年颱風荷貝之紀錄，成為中國自1949年有紀錄以來，登陸時最強的風暴。威馬遜在不久後便橫過瓊州海峽，並在晚上7時半再次於中國廣東省湛江市徐聞縣龍塘鎮沿海登陸。

### 急速減弱，深入內陸
7月19日，威馬遜繼續向西北或西北偏西移動，掠過雷州半島，移入北部灣。此時威馬遜的眼壁崩塌、風眼被填塞，中心風力明顯下降，台灣中央氣象署因而在凌晨2時將其降格為中度颱風。凌晨2時45分，香港天文台將其降格為強颱風。凌晨5時，中國國家氣象中心將其降格為強颱風。早上7時10分，威馬遜在廣西壯族自治區防城港市港口區光坡镇沿海作第三登陸，受地形摩擦影響，威馬遜開始急劇減弱。上午9時，中國國家氣象中心將其降格為颱風。上午11時，聯合颱風警報中心對威馬遜發出最後警報。上午11時45分，香港天文台將其降格為颱風。下午3時，中國國家氣象中心將其降格為強熱帶風暴。下午5時半，香港天文台將其降格為強烈熱帶風暴。下午6時，日本氣象廳將其降格為強烈熱帶風暴。同時，中國國家氣象中心將其降格為熱帶風暴。晚上8時，台灣中央氣象署將其降格為輕度颱風。日本氣象廳及香港天文台分別在晚上8時50分及晚上9時半將其降格為熱帶風暴，與上一次降級分別只相隔2小時50分鐘及4小時。晚上10時，澳門氣象局於將其降格為熱帶風暴。
7月20日，威馬遜橫越廣西及越南北部，進入雲南省，由於西南季候風被越南的山脈阻隔，令水氣供應切斷，威馬遜在日間深入內陸後強度下滑得更快，中國國家氣象中心、香港天文台、台灣中央氣象署及日本氣象廳分別在凌晨4時、早上6時45分、早上8時及早上8時50分將其降格為熱帶低氣壓，而香港天文台更在上午9時45分把威馬遜降為低壓區。日本氣象廳在翌日（7月21日）將其降格為低壓區，但威馬遜殘餘低壓區仍繼續向偏西方向移動，深入內陸，直至7月22日才徹底消散。

### 事後調整
最少4個官方氣象部門須於事後發表的最佳路徑中，把威馬遜的強度進一步上調。日本氣象廳在事後發佈的最佳路徑中，把威馬遜的氣壓下調至935百帕斯卡。2015年4月3日，中國國家氣象中心公佈最佳路徑，把威馬遜的接近中心最高持續風速，由每秒60米（每小時215公里）大幅上調至每秒72米（即每小時260公里）；亦把威馬遜的氣壓下調至888百帕斯卡。同時，中國國家氣象中心亦將威馬遜於海南、廣東及廣西登陸時的強度，分別由每秒60米（每小時215公里）及每秒48米（每小時175公里），上調至每秒70米（每小時250公里）、每秒62米（每小時225公里）及每秒50米（每小時180公里），成為上述三省有紀錄以來登陸時最強的熱帶氣旋，亦令威馬遜打破了1973年颱風瑪琪（以登陸時強度計算）的紀錄，成為中國自1949年有紀錄以來，登陸時最強的風暴。2015年7月10日，聯合颱風警報中心公佈最佳路徑，亦把威馬遜的接近中心最高持續風速上調至140節（每小時260公里），使威馬遜成為首個於南海增強至相當於薩菲爾-辛普森颶風等級中最高級別「五級颶風」強度的熱帶氣旋。2015年7月30日，香港天文台公佈《2014熱帶氣旋年刊》，把威馬遜的中心風力由每小時210公里，大幅上調至每小時240公里，威馬遜因而成為香港天文台自1950年有紀錄以來，南海內最強的熱帶氣旋。

## 影響

### 關島
7月10日，美国国家气象局天气预报办公室基于联合台风警报中心的公告，与NWS关岛联合发布了热带风暴警告，这个警报的对象是关岛、天宁岛、罗塔岛、塞班岛以及关岛周围海域约75公里的区域。随后，关岛总督Eddie Calvo宣布，关岛地区发布3号热带气旋警告以及烈风警报，预计强风将达到80-95km/h(50-60节）。这两个警报意味着烈风将会在48小时内袭击警戒地区。随后，威马逊被联合台风警报中心升格为热带风暴，而关岛地区亦将警报提升为二级。此时，除了政府及必要企业，其他司法机关及企业被强制关闭，岛上6所小学被作为庇护所，而38周以上孕妇及其他高风险人群将被紧急安置在关岛纪念医院。
7月11日傍晚，一号警告被发出，禁止一切户外活动。
7月12日清晨，关岛地区取消一切警报。此时威马逊被联合台风警报中心降格为热带低气压。总督Eddie Calvo重新恢复关岛的季节性警报。NWC关岛随后指出，威马逊并未在关岛地区登陆，而是通过罗塔海峡。这么一来，风雨对关岛的影响会比预期略弱，并且没有如预期对关岛地区产生破坏性的烈风。

### 菲律賓
當地發出之最高風暴信號：三號風暴信號

菲律賓大氣地球物理和天文管理局發出的風暴信號

颱風威馬遜登陸菲律賓群島的一刻

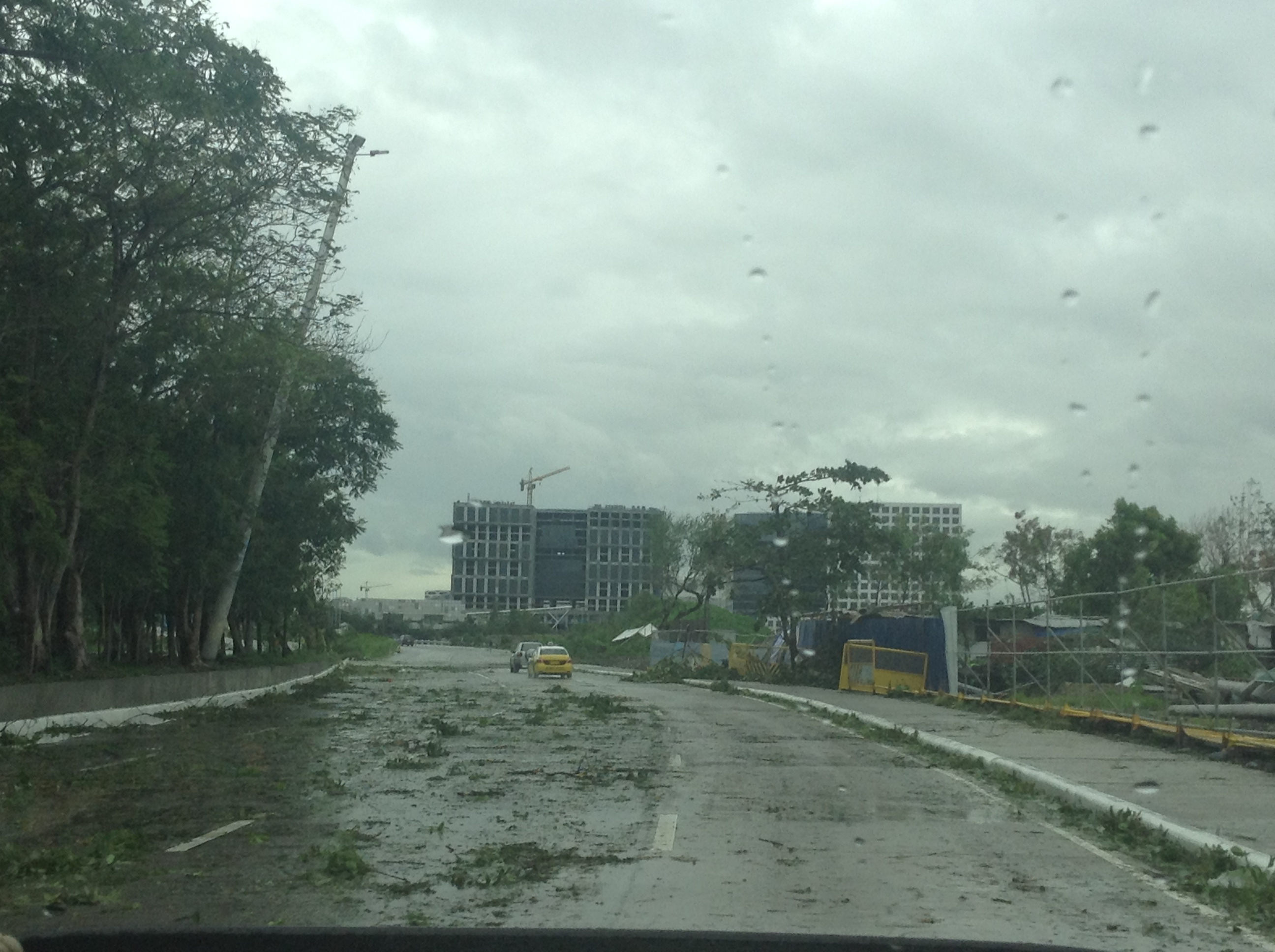
災後的何塞W·迪奧克諾大道

7月13日下午11時，菲律賓大氣地球物理和天文管理局將已進入責任範圍的威馬遜升格為熱帶風暴，發佈第一報熱帶氣旋資訊，命名為Glenda，並發出一號風暴信號。
7月14日上午11時，菲律賓大氣地球物理和天文管理局發出二號風暴信號。下午5時，菲律賓大氣地球物理和天文管理局發出三號風暴信號。
7月15日下午5時，威馬遜於菲律賓阿爾拜省拉普拉普沿海登陸。威馬遜經過阿爾拜省時，當地氣壓曾經錄得959hPa。當時接近中心的持續風速達到每小時130公里。下午6時半，威馬遜於菲律賓阿爾拜省巴卡凱再次登陸。
7月16日午夜12時，威馬遜再次於菲律賓奎松省聖納西索登陸。下午5時，菲律賓大氣地球物理和天文管理局解除二號及三號風暴信號。
7月17日上午5時，菲律賓大氣地球物理和天文管理局解除所有風暴信號。

### 中國大陸

颱風威馬遜登陸海南島、雷州半島的一刻

當地發佈之最高颱風預警信號： 颱風紅色預警信號
7月15日下午6時，中央氣象台發佈颱風藍色預警信號。
7月16日上午6時，中央氣象台改發颱風黃色預警信號。上午8時30分，中國氣象局啟動重大氣象災害（颱風）三级應急響應。上午10時，中央氣象台改發颱風橙色預警信號。
7月16日，国务院总理李克强做出批示，指出台风威马逊向华南沿海袭来，形势严峻，气象局要严密监视台风动向，加强预测预警。国家减灾委、民政部16日紧急启动救灾预警响应，指导地方民政部门及时做好防范台风威马逊应急救助准备工作。同日，国家防总启动防汛防台风三级应急响应。
7月17日下午6時，中央氣象台改發颱風紅色預警信號。同时，中國氣象局提升为重大氣象災害（颱風）二级應急響應。国家海洋预报台于17日正午将海浪预警级别提升为红色，这是中国大陆今年发布的首个海浪红色预警。并在下午10时发布风暴潮橙色预警。
7月18日上午8时，中国气象局启动重大氣象災害（台风）一级應急響應应对台风，局长郑国光签署应急响应命令。同日，国家防总启动防汛防台风二级应急响应。国家海洋预报台18日正午将风暴潮预警提升为红色。
7月19日上午10時，中央氣象台改發颱風橙色預警信號。颱風紅色預警信號生效了40个小时。下午6時，中央氣象台改發颱風黃色預警信號。
7月20日上午6時，中央氣象台解除所有颱風預警信號。
威馬遜在海南島、廣東西部及廣西等地造成嚴重破壞，最少有18人死亡，三萬七千間房屋倒塌，740萬人受災。 

#### 海南
當地發佈之最高颱風預警信號： 颱風紅色預警信號
7月16日上午7時30分，海南省氣象局啟動熱帶氣旋四級應急響應，其後提升為三級應急響應。
7月17日，海南省氣象局將熱帶氣旋應急響應提升為二級。
7月17日下午15时，海南省氣象局將熱帶氣旋應急響提升为一级应急响应。
7月16日，随着威马逊的逐步逼近，海南省紧急部署防范台风“威马逊”工作，海南省委书记罗保铭、省长蒋定之分别作指示，要求全省各市县、各有关部门要密切监控，确保防风防汛安全。同日，海口海域作业渔船和过往船只及时回港避风。並宣佈17日，琼州海峡於上午8時起全線停航。
7月17日，威馬遜逼近海南島。上午10时，海南全省26410艘渔船已全部回港避风。海南东环高铁12时起全线停运。中午，海南省政府發佈颱風一級預警，海南省氣象局於中午12時20分透過電視、網絡、報刊、短信登平台，向全省各市县全網發出預警信息。受琼州海峡封航影响，海口部分市场蔬菜已开始涨价，菜贩表示随后两天还会继续上涨。海口全面排查市政设施，对市区重点路段和泄洪口进行清理，并对路边树木进行修剪。海口美兰机场受台风影响，多班机延误或取消。夜晚，海口超市客流量猛增，方便面、饼干等快速食品出现短时脱销现象。
7月18日，威马逊正面袭击海南岛东部。上午，各旅游景区及各旅游娱乐项目被强制关闭，旅游车辆中午1点起至明天下午4点之间全面停运。文昌清澜港、白金海岸沿海掀起2米巨浪。上午11时，海口美兰机场所有飞机全部转场，取消航班152架次，出港受影响旅客人数达5949人。三亚凤凰机场取消航班28架次，约1680名滞留旅客受到影响。
7月18日下午15时30分，威马逊于海南省文昌市翁田镇沿海登陆，成为41年来登陆华南地区的最强台风。海南省文昌市七洲列岛测得的二分钟平均风速为58.7m/s，海南岛东部海面浮标站最高阵风为74.1m/s，七洲列岛录得最低海平面气压899.2hpa。文昌市翁田镇一名男子紧急转移后重新返回住处，被倒塌的房屋壓中死亡。翁田镇的道路受阻，树皮被狂风扒光；道路上覆盖着树枝、树皮和其他杂物，车辆通过时颠簸严重；记者根本无法站立行走。傍晚时分，台风南部眼墙扫过海口市。受积水影响，至少18条路交通完全中断；全市停水，大半个城市停电；树木拦腰截断或连根拔起；十余条供电线跳闸，多处高压电箱爆炸，电线起火；全市公交停运。一些家住高层住宅的居民在家中能明显感觉到房子在摇晃，纷纷下到一楼避险。直至入夜之后，狂风大雨依旧肆虐，沿岸将出现超警戒潮位30厘米以上的高潮位。三亚凤凰机场至少取消航班91架次，约4310名旅客受到影响。
据当地民政厅报告，海口、三亚2市8个区和16个省直辖县320万人受灾，19人死亡，5人失踪，18万人紧急转移安置，2.5万人需紧急生活救助；2.3万间房屋倒塌，1.6万间不同程度损坏；农作物受灾面积163千公顷，其中绝收105.2千公顷；直接经济损失109亿元。

#### 廣東
當地發佈之最高颱風預警信號： 颱風紅色預警信號
广东省重大气象灾害应急办公室决定于7月16日上午8时30分启动气象灾害（台风）三级应急响应。
7月16日，威马逊逐渐向海南东部到粤西一带沿海靠近。湛江农民获知将有台风来袭的信息后，当即收割水稻等易倒伏农作物，欲在台风登陆前收割完毕。湛江农业部门官员表示，该市水稻种植面积360多万亩，经过抢收，目前已收割近8成。省防总决定当日提前关闭粤西沿岸海滨浴场及海上娱乐场所。广铁于下午发布线路、发车时间等调整通知，去往海南的列车都将在广州终止，海南始发的车次停运或改为广州始发。广东海事、边防等部门都进入了应急状态，召回船只进港避风，排查港口解决安全隐患。
7月17日上午8点30分升级为气象灾害（台风）二级应急响应。
7月17日下午10时30分升级为气象灾害（台风）一级应急响应。
7月17日，威马逊逼近粤西，并继续加强。副省长邓海光率数防总成员单位及省府应急办负责人员到广东海事局检查防台风工作。全省45197艘渔船已全部回港避风，并在18日上午10时前将沿海低洼地等危险区域人员全部转移至安全地带。湛江海安港、海安新港的所有客船、客滚船已经全部离港分别开往各防台锚地避风。湛江机场多班航班取消。省委书记胡春华、省长朱小丹对防御“威马逊”作出重要批示，强调把确保人员安全放在首位，尽可能把灾害损失降到最低程度。
7月18日，威马逊正面袭击粤西。广东海事局安排5200艘大型船舶回港避风。广州番禺、南沙往来港澳高速客船、南沙虎门轮渡以及部分乡镇渡口均已停航。18日11时起广茂铁路肇庆至茂名区间封锁线路，18日停运21趟列车。正午时分，受强风和大雨影响，深圳一顶棚突然垮塌，砸中下方避雨的市民，已致3死11伤。广东省政府18日下午发出省长朱小丹签发的省政府特提级明电，紧急动员全省防御台风。
7月18日19时30分，威马逊在广东省湛江市徐闻县龙塘镇沿海登陆。徐闻市区水网电网遭受严重破坏，该县全城水电供应中断，个别地区通讯瘫痪。街道两旁的大树被连根拔起或被拦腰截断；高楼脱落的铁皮直接砸向路上行进中的车辆；各条街道都可以见到横倒在地的摩托车及人力车。湛江机场所有航班取消，所有公交车辆也已全部停止运行。
据当地民政厅报告，云浮、阳江、茂名、湛江等市24个县（市、区）263.3万人受灾，15.7万人紧急转移安置，4.2万人需紧急生活救助；7800余间房屋倒塌，5.2万间房屋不同程度损坏；农作物受灾面积226.4千公顷，其中绝收109.4千公顷；直接经济损失130.2亿元。

#### 廣西
當地發佈之最高颱風預警信號： 颱風紅色預警信號
7月16日上午11時50分，廣西區氣象台發佈颱風藍色預警信號。
7月17日上午9時30分，廣西區氣象台發佈颱風黃色預警信號。
7月18日上午6時，廣西區氣象台發佈颱風红色預警信號。
7月17日由于威马逊将进入北部湾海面，广西沿海的海上旅游客运航线于下午15时起全线停航，台风影响期间部分景区关闭，游客撤离。广西沿海的海滨浴场将关闭，禁止一切海上旅游项目。到发广西沿海的动车组列车亦暂停开行。
7月18日，广西沿海高铁上所有动车全部停运。
据当地民政厅报告，北海、防城港、钦州等11市55个县（市、区）368.5万人受灾，9人死亡，29万人紧急转移安置，18.5万人需紧急生活救助；7100余间房屋倒塌，11.4万间不同程度损坏；农作物受灾面积1465.1千公顷，其中绝收30.5千公顷；直接经济损失93.9亿元。

#### 雲南
當地發佈之最高颱風預警信號： 颱風紅色預警信號
7月21日，受威馬遜殘餘雨帶影響，雲南省德宏傣族景頗族自治州持續降雨，省內的德宏傣族景頗族自治州芒市芒海鎮一條村有山泥傾瀉，造成10人死亡，7人受傷，仍有10人失蹤。災區仍然持續降雨，交通和電力中斷。相關部門調派過千人趕去災區救援，但路上多處塌方，要出動挖掘機開路。
据当地民政厅报告，德宏、玉溪、紅河等8市（自治州）41个县（市、区）44.8万人受灾，18人死亡，20人失踪，1500余人紧急转移安置，近100人需紧急生活救助；近200间房屋倒塌，4500余间不同程度损坏；农作物受灾面积44.2千公顷，其中绝收5.2千公顷；直接经济损失3.4亿元。

### 香港
當地發出之最高熱帶氣旋警告信號： 三號強風信號
香港天文台在7月16日下午6時舉行新聞發佈會，預計威馬遜將於當晚進入距離香港800公里範圍，並表示屆時將發出熱帶氣旋警告信號。晚上10時左右，天文台表示將於未來數小時內考慮發出一號信號。當威馬遜於晚上11時半左右進入距離香港800公里範圍，天文台隨即於晚上11時40分發出一號戒備信號，當時威馬遜集結於香港之東南偏南約790公里。天文台於晚上11時45分表示翌日（7月17日）早上發出三號信號的機會不大，但會密切監測香港風力變化，以及威馬遜的路徑和強度變化，日間將考慮發出三號信號。
天文台在7月17日凌晨4時45分表示，將於當日下午考慮發出三號信號。日間香港風勢明顯增強，中午時分多處地區已經受強風影響，天文台8個參考自動氣象站有3個（長洲、機場、西貢）錄得強風，高地（如昂坪）更錄得烈風。但天文台在下午1時45分才表示，將於數小時內發出三號信號。天文台在下午4時15分發出三號強風信號，當時威馬遜集結在香港以南約590公里。天文台在下午4時20分表示當晚發出更高信號的機會不大，但提醒市民，當威馬遜於翌日（7月18日）早上移至香港西南方時，香港高地及西南沿岸會間中吹烈風。香港境內風勢維持強勁，廣泛地區吹強風，離岸及高地（如長洲泳灘、橫瀾島、大老山）更出現間竭性、甚至持續烈風。晚上7時後，啟德亦錄得強風程度風速。8個參考自動氣象站有4個（長洲、機場、西貢及啟德）錄得強風，標誌著三號信號達標。當日日落時分至晚上，威馬遜的外圍雨帶為香港帶來大雨及狂風雷暴，境內普遍錄得20毫米雨量。天文台在晚上10時45分表示，預料威馬遜在翌日（7月18日）早上最接近香港，在香港西南面400公里左右掠過，除非威馬遜採取較偏北路徑，或顯著增強，否則翌日日出前發出更高信號機會不大。天文台亦再次提醒市民，香港高地及西南部地區風力會間中達烈風程度。
7月18日凌晨，威馬遜一度採取稍為偏北的移動路徑，但未有維持至日出。天文台在凌晨4時45分表示，除非威馬遜採取明顯偏北路徑，否則早上發出八號熱帶氣旋警告信號機會不大。就在1小時後，威馬遜進一步增強為超強颱風，由於威馬遜一度在距離香港400公里範圍外以西北偏西路徑移動，天文台在上午9時45分表示，發出八號信號機會不大；但此時受到威馬遜的雨帶影響，香港有狂風大雨，香港多處地區風力飆升，長洲最高10分鐘平均風速短暫急升至每小時83公里。威馬遜在中午時分仍繼續接近香港，並再次採取偏西北路徑，進入距離香港400公里範圍內，天文台在上午11時45分表示，三號信號會在當日大部份時間維持生效。威馬遜在中午12時最接近香港，在香港之西南約390公里掠過。威馬遜在下午登陸海南文昌，並開始遠離香港，但外圍雨帶令香港於日間大部份時間持續受東南強風影響，直至威馬遜登陸後，風勢才開始緩和。天文台在下午4時45分表示，隨著威馬遜進一步遠離香港，境內會勢會逐漸減弱，考慮在當晚改發一號戒備信號。天文台在下午6時45分再表示，視乎香港風力情況，考慮在短期內改發一號信號。天文台於晚上7時40分改發一號戒備信號，當時威馬遜集結在香港之西南偏西約460公里。天文台在晚上7時45分指出，離岸海域仍間中吹強風，而與威馬遜相關的外圍雨帶亦會在晚間為香港帶來狂風。日落時分普遍地區風速回落，但長洲及離岸地區（如長洲泳灘、橫瀾島）入夜後仍然吹強風。天文台在晚上8時45分表示，當威馬遜對香港的威脅解除時，會取消所有熱帶氣旋警告信號；可是在當晚較後時間，香港境內風力不跌反升，除了長洲持續錄得強風，九龍天星碼頭及啟德亦再次錄得強風。7月19日凌晨，香港西南部地區、離岸及高地風速亦終於降至強風程度以下。天文台在凌晨3時40分取消所有熱帶氣旋警告信號，當時威馬遜集結在香港之西南偏西約540公里。
威馬遜襲港時，天文台測風網絡8個參考自動氣象站有4個錄得強風，當中更有1個錄得烈風，三號信號達標。風暴期間，長洲、機場、西貢及啟德錄得之最高10分鐘平均風速分別為每小時83、52、51及45公里。

### 澳門
當地懸掛之最高熱帶氣旋信號：  三號風球
7月16日下午12時30分，地球物理暨氣象局於其網頁發出滾動信息，呼籲市民留意氣象局對威馬遜的最新消息。下午5時，氣象局更新滾動信息，表示將於晚間懸掛一號風球。
7月17日凌晨12時46分，氣象局宣佈澳門將於凌晨1時半懸掛一號風球。凌晨1時半，氣象局懸掛一號風球，當時威馬遜集結在澳門之東南偏南約790公里。是次為澳門於2014年首次懸掛熱帶氣旋警告信號。下午3時56分，氣象局表示將於晚間考慮改掛三號風球。晚上10時15分，氣象局表示將於翌日（7月18日）午夜12時至凌晨2時考慮改掛三號風球。
7月18日凌晨12時29分，氣象局宣佈將於凌晨1時半懸掛三號風球。凌晨1時半，氣象局懸掛三號風球，當時威馬遜集結在澳門以南約440公里。氣象局表示，預料三號風球將維持一段時間。上午10時，氣象局預料三號風球將在當日下午3時前維持。下午12時54分，氣象局表示當日改掛更高風球機會不大，下午6時前會維持懸掛三號風球，當時威馬遜集結在澳門之西南偏南約350公里。威馬遜在下午1時至3時最接近澳門，在澳門之西南約340公里掠過。下午3時58分，氣象局表示晚間將考慮除下所有風球。晚上9時54分，氣象局表示在未來數小時將考慮除下所有風球，當時威馬遜集結在澳門之西南偏西約420公里。7月19日凌晨1時正，氣象局除下所有風球，當時威馬遜集結在澳門之西南偏西約450公里，正逐漸遠離澳門。

#### 雨量
| 氣象站             | 信號懸掛期間總雨量(毫米) |
| ------------------ | ------------------------ |
| 大潭山             | 46.8                     |
| 大砲台             | 29.4                     |
| 紀念孫中山市政公園 | 34.6                     |
| 海事博物館         | 36.2                     |
| 路環分站           | 81.2                     |
| 九澳               | 66.4                     |

### 越南
中央水文氣象預報中心從7月16日下午8時開始發報，首報風速每小時139公里。直至7月18日下午5時，風速達每小時176公里登陸海南，之後進入北部灣並減弱。7月19日上午8時減弱為強烈熱帶風暴，風速每小時111公里。下午5時減弱為熱帶風暴，風速每小時64公里，並掠過中國廣西與越南諒山省邊界附近。下午7時發出最後的熱帶氣旋報文，中央水文氣象預報中心指威馬遜已減弱為熱帶低氣壓，並進入越南高平省，部份地區錄得8－9級烈風程度陣風。然而其後仍持續發報與其殘餘低壓區相關之大雨及洪水警告。威馬遜在越南最少造成11死、2人失蹤，死亡人數在7月22日增加至27人。

## 名称退役
由于威馬遜菲律賓和中國南部沿海造成災難性破壞。為此颱風委員會決定將「威馬遜」除名，新名稱由「博羅依」取代。

## 熱帶氣旋信號使用記錄

### 菲律賓
| 菲律賓大氣地球物理和天文管理局 風暴信號 | 菲律賓大氣地球物理和天文管理局 風暴信號 | 菲律賓大氣地球物理和天文管理局 風暴信號 |
| --------------------------------------- | --------------------------------------- | --------------------------------------- |
| 上一熱帶氣旋                            | 一號風暴信號                            | 下一熱帶氣旋                            |
| 熱帶風暴米娜                            | 一號風暴信號                            | 颱風麥德姆                              |
| 熱帶風暴劍魚                            | 二號風暴信號                            | 颱風麥德姆                              |
| 超強颱風海燕                            | 三號風暴信號                            | 颱風海鷗                                |

### 中國大陸
| 國家氣象中心 颱風預警信號 | 國家氣象中心 颱風預警信號 | 國家氣象中心 颱風預警信號 |
| ------------------------- | ------------------------- | ------------------------- |
| 上一熱帶氣旋              | 颱風藍色預警信號          | 下一熱帶氣旋              |
| 超强台风浣熊              | 颱風藍色預警信號          | 強台风麦德姆              |
| 热带风暴海贝思            | 颱風黃色預警信號          | 強台风麦德姆              |
| 超强台风海燕              | 颱風橙色預警信號          | 強台风麦德姆              |
| 超強颱風海燕              | 颱風紅色預警信號          | 超強颱風燦鴻              |

### 香港
| 香港天文台 熱帶氣旋警告信號 | 香港天文台 熱帶氣旋警告信號 | 香港天文台 熱帶氣旋警告信號 |
| --------------------------- | --------------------------- | --------------------------- |
| 上一熱帶氣旋                | 一號戒備信號                | 下一熱帶氣旋                |
| 熱帶風暴海貝思              | 一號戒備信號                | 熱帶低氣壓                  |
| 超強颱風天兔                | 三號強風信號                | 颱風海鷗                    |

### 澳門
| 地球物理暨氣象局 熱帶氣旋信號 | 地球物理暨氣象局 熱帶氣旋信號 | 地球物理暨氣象局 熱帶氣旋信號 |
| ----------------------------- | ----------------------------- | ----------------------------- |
| 上一熱帶氣旋                  | 一號風球                      | 下一熱帶氣旋                  |
| 颱風羅莎                      | 一號風球                      | 熱帶低氣壓                    |
| 颱風天兔                      | 三號風球                      | 颱風海鷗                      |

## 外部連結
- （日語）日本氣象廳首頁 （页面存档备份，存于）
- （英文）聯合颱風警報中心首頁 （页面存档备份，存于）
- （简体中文）中央氣象台首頁
- （繁體中文）中央氣象局首頁 （页面存档备份，存于）
- （繁體中文）香港天文台首頁 （页面存档备份，存于）
- （繁體中文）澳門地球物理暨氣象局首頁 （页面存档备份，存于）
- （英文）菲律賓大氣地球物理和天文管理局首頁 （页面存档备份，存于）
- （越南文）中央水文氣象預報中心首頁 （页面存档备份，存于）